# 星蕨
星蕨（学名：Microsorum punctatum），为水龙骨科星蕨属下的一个植物种。模式标本采自广东。